# Grand Prix Wielkiej Brytanii 1979
Grand Prix Wielkiej Brytanii 1979 (oryg. Marlboro British Grand Prix) – dziewiąta runda Mistrzostw Świata Formuły 1 w sezonie 1979, która odbyła się 14 lipca 1979, po raz 17. na torze Silverstone.
32. Grand Prix Wielkiej Brytanii, 30. zaliczane do Mistrzostw Świata Formuły 1.

## Klasyfikacja
| Legenda oznaczeń w tabelach wyników Wyświetl szablon na nowej stronie | Legenda oznaczeń w tabelach wyników Wyświetl szablon na nowej stronie                                                                     |
| Oznaczenie                                                            | Wyjaśnienie |
| --------------------------------------------------------------------- | --- |
| Złoty                                                                 | Zwycięzca lub mistrzostwo |
| Srebrny                                                               | 2. miejsce lub wicemistrzostwo |
| Brązowy                                                               | 3. miejsce lub II wicemistrzostwo |
| Zielony                                                               | Ukończył, punktował (w klasyfikacji generalnej, gdy zdobył co najmniej jeden punkt na przestrzeni sezonu, poza trzema powyższymi opcjami) |
| Niebieski                                                             | Ukończył, nie punktował (w klasyfikacji generalnej, gdy nie zdobył co najmniej jednego punktu na przestrzeni sezonu)                      |
| Czerwony                                                              | Nie zakwalifikował się (NZ) |
| Czerwony                                                              | Nie prekwalifikował się (NPK) |
| Różowy                                                                | Nie ukończył (NU) |
| Różowy                                                                | Niesklasyfikowany (NS) (w klasyfikacji generalnej, gdy nie został sklasyfikowany w żadnym wyścigu sezonu)                                 |
| Czarny                                                                | Zdyskwalifikowany (DK) |
| Czarny                                                                | Wykluczony (WYK/EX) |
| Biały                                                                 | Nie wystartował (NW) |
| Biały                                                                 | Kontuzjowany (K/INJ) |
| Biały                                                                 | Wyścig odwołany (OD/C) |
| Bez koloru                                                            | Został wycofany (WYC/WD) |
| Bez koloru                                                            | Nie przybył (NP/DNA) |
| Bez koloru                                                            | Nie brał udziału w treningach (NT/DNP) |
| Bez koloru                                                            | Nie został zgłoszony (–) |
| Pogrubienie                                                           | Start z pole position |
| Kursywa                                                               | Najszybsze okrążenie wyścigu |
| †                                                                     | Nie ukończył, ale jego rezultat został zaliczony ze względu na przejechanie więcej niż 90% dystansu wyścigu.                              |
| *                                                                     | Sezon w trakcie |
| 1/2/3                                                                 | Punktowana pozycja w sprincie kwalifikacyjnym                                                                                             |
| Lista systemów punktacji Formuły 1                                    | |

| Pos | No | Kierowca              | Konstruktor        | Okrążeń | Czas/powód NU      | Poz. Start. | Punktów |
| --- | -- | --------------------- | ------------------ | ------- | ------------------ | ----------- | ------- |
| 1   | 28 | Clay Regazzoni        | Williams-Ford      | 68      | 1:26:11.17         | 4           | 9       |
| 2   | 16 | René Arnoux           | Renault            | 68      | +24.28 sek.        | 5           | 6       |
| 3   | 4  | Jean-Pierre Jarier    | Tyrrell-Ford       | 67      | +1 Lap             | 16          | 4       |
| 4   | 7  | John Watson           | McLaren-Ford       | 67      | +1 Lap             | 7           | 3       |
| 5   | 11 | Jody Scheckter        | Ferrari            | 67      | +1 Lap             | 11          | 2       |
| 6   | 25 | Jacky Ickx            | Ligier-Ford        | 67      | +1 Lap             | 17          | 1       |
| 7   | 8  | Patrick Tambay        | McLaren-Ford       | 66      | Brak paliwa        | 18          |         |
| 8   | 2  | Carlos Reutemann      | Lotus-Ford         | 66      | +2 Okrążeń         | 8           |         |
| 9   | 31 | Héctor Rebaque        | Lotus-Ford         | 66      | +2 Okrążeń         | 26          |         |
| 10  | 3  | Didier Pironi         | Tyrrell-Ford       | 66      | +2 Okrążeń         | 15          |         |
| 11  | 17 | Jan Lammers           | Shadow-Ford        | 65      | +3 Okrążeń         | 21          |         |
| 12  | 18 | Elio de Angelis       | Shadow-Ford        | 65      | +3 Okrążeń         | 12          |         |
| 13  | 22 | Patrick Gaillard      | Ensign-Ford        | 65      | +3 Okrążeń         | 23          |         |
| 14  | 12 | Gilles Villeneuve     | Ferrari            | 63      | Problemy z paliwem | 13          |         |
| NU  | 29 | Riccardo Patrese      | Arrows-Ford        | 45      | Skrz. biegów       | 19          |         |
| NU  | 26 | Jacques Laffite       | Ligier-Ford        | 44      | Silnik             | 10          |         |
| NU  | 20 | Keke Rosberg          | Wolf-Ford          | 44      | Problemy z paliwem | 14          |         |
| NU  | 27 | Alan Jones            | Williams-Ford      | 38      | Pompa wody         | 1           |         |
| NU  | 30 | Jochen Mass           | Arrows-Ford        | 37      | Skrz. biegów       | 20          |         |
| NU  | 14 | Emerson Fittipaldi    | Fittipaldi-Ford    | 25      | Silnik             | 22          |         |
| NU  | 15 | Jean-Pierre Jabouille | Renault            | 21      | Turbo              | 2           |         |
| NU  | 5  | Niki Lauda            | Brabham-Alfa Romeo | 12      | Hamulce            | 6           |         |
| NU  | 1  | Mario Andretti        | Lotus-Ford         | 3       | Koło               | 9           |         |
| NU  | 6  | Nelson Piquet         | Brabham-Alfa Romeo | 1       | Wypadł z toru      | 3           |         |
| NZ  | 9  | Hans Joachim Stuck    | ATS-Ford           |         |                    |             |         |
| NZ  | 24 | Arturo Merzario       | Merzario-Ford      |         |                    |             |         |